# 胡文伯
胡文伯，山东人，是一名清朝政治人物。监生出身。
胡文伯曾于1761年接替朱奎扬任苏松道道员一职，1761年由萨载接任。